# Steven Defour
Steven Defour (Malinas, 15 de abril de 1988) es un exfutbolista y entrenador belga que jugaba como centrocampista. Desde noviembre de 2023 se encuentra sin equipo tras abandonar el K. V. Mechelen.

## Carrera
Comenzó su carrera futbolística en el modesto Hombeek KV, desde donde fichó por las categorías inferiores del RKV Malinas de su ciudad natal. Tras dos años en el equipo malinois, Defour fichó por el KRC Genk en 2004. 
Su primer equipo, debutó siendo sustituto  en la temporada 2004-05, pero su gran avance vino la próxima temporada, cuando a los 17 años de edad mostró a sí mismo un jugador capaz de desplegar sus habilidades en el interés de todo el equipo, la creación de la apertura con sus pases. 
Defour ahora está en un contrato de cinco años en el Standard de Lieja, dice que está aprendiendo del portugués Sérgio Conceição y con la estrella Milán Rapaic. A pesar de tener tan sólo 22 años, es capitán de su equipo. 
Durante la temporada 2007-08 Defour recibió el Zapato de Oro, que es la adjudicación oficial al jugador más valioso de la Liga Belga, del año 2007. De la misma manera que ganó esta Trofeo, Defour ayudó al Standard de Lieja a ganar el título de la Liga Jupiler, por primera vez en 25 años. Hecho que se repitió el siguiente año. 
En verano de 2011 fichó por el Fútbol Club Oporto.
Tras pasar 3 temporadas con el club portugués, vuelve a jugar en la liga de Bélgica, firmando por el RSC Anderlecht, clásico rival del Standard Lieja, provocando la ira de los hinchas. El 25 de enero de 2015, jugó en el estadio Maurice Dufrasne, donde fue recibido de una manera muy intimidante, ya que miles de hinchas del Standard hicieron flamear una enorme bandera en la grada local, cuyo color rojo era acompañado con el mensaje "Red or Dead" (en español, "Rojo o Muerto"), y una imagen del personaje Jason Voorhees de Viernes 13 sosteniendo un machete ensangrentado en una mano y la cabeza cercenada de Defour en la otra. El partido fue tan tenso que Defour fue expulsado tras patear una pelota a la grada rival que lo estaba insultando y silbando.

## Selección nacional
Desde su debut internacional con la selección de fútbol de Bélgica contra la  selección de fútbol de Arabia Saudita el 11 de mayo de 2006, se convirtió en una pieza clave del  entrenador René Vandereycken. Se constituía como el nuevo chico de oro, después del belga Vincent Kompany, por su explosión de ritmo, la visión de juego y pases extraordinarios.
El 13 de mayo de 2014 el entrenador de la selección belga, Marc Wilmots, lo incluyó en la lista preliminar de 24 jugadores convocados, cuatro de ellos guardametas, que iniciarían la preparación para la Copa Mundial de Fútbol de 2014. El 25 de mayo le fue asignado el número 16 para el torneo.

### Participaciones en Copas del Mundo
| Mundial                        | Sede   | Resultado        |
| ------------------------------ | ------ | ---------------- |
| Copa Mundial de Fútbol de 2014 | Brasil | Cuartos de final |

## Clubes

### Como jugador
| Club                | País       | Año       |
| ------------------- | ---------- | --------- |
| K. R. C. Genk       | Bélgica    | 2004-2006 |
| Standard de Lieja   | Bélgica    | 2006-2011 |
| F. C. Porto         | Portugal   | 2011-2014 |
| R. S. C. Anderlecht | Bélgica    | 2014-2016 |
| Burnley F. C.       | Inglaterra | 2016-2019 |
| Royal Antwerp F. C. | Bélgica    | 2019-2020 |
| K. V. Mechelen      | Bélgica    | 2020-2021 |

### Como entrenador
| Club           | País    | Año       |
| -------------- | ------- | --------- |
| K. V. Mechelen | Bélgica | 2022-2023 |

## Palmarés

### Títulos nacionales
| Título                | Club              | País     | Año     |
| --------------------- | ----------------- | -------- | ------- |
| Pro League            | Standard de Lieja | Bélgica  | 2007-08 |
| Supercopa de Bélgica  | Standard de Lieja | Bélgica  | 2008    |
| Pro League            | Standard de Lieja | Bélgica  | 2008-09 |
| Supercopa de Bélgica  | Standard de Lieja | Bélgica  | 2009    |
| Copa de Bélgica       | Standard de Lieja | Bélgica  | 2010-11 |
| Primeira Liga         | F. C. Porto       | Portugal | 2011-12 |
| Supercopa de Portugal | F. C. Porto       | Portugal | 2012    |
| Primeira Liga         | F. C. Porto       | Portugal | 2012-13 |
| Supercopa de Portugal | F. C. Porto       | Portugal | 2013    |

### Distinciones individuales
| Distinción    | Año  |
| ------------- | ---- |
| Zapato de Oro | 2007 |